# アンソニー・ヴェイラー
アンソニー・ヴェイラー（Anthony Veiller、1903年6月23日 - 1965年6月27日）は、アメリカ合衆国の脚本家、映画プロデューサー。

## 作品
- イグアナの夜
- 秘密殺人計画書
- 無法街の決斗
- ソロモンとシバの女王
- 戦場の誓い
- 熱砂の風雲児
- 死の猛獣狩
- ストレンジャー
- 死の砂塵
- 赤い風車
- 殺人者
- ダラス
- 死の谷
- 冒険
- 大帝の密使
- ステージ・ドア
- 女性の反逆
- 愛情無限
- 一対二
- 目撃者
- 心の痛手
- 深夜の星
- 雁（かりがね）
- 銀鼠流線型
- 血と悪魔
- 猫眼石怪事件